# Pájara Peggy
La pájara Peggy es la botarga de una pájara amarilla, con la personalidad de una adolescente de 15 años que siente admiración por un ídolo musical. Su amor imposible es César Costa, por eso es presidenta del club de fanes de Cesarín. También asistió a la escuelita de “La carabina de Ambrosio”. Fue interpretada por el productor Humberto Navarro y después por el actor Moisés Suárez.

## Origen
El Show Cómico, Mágico, Musical producido por Humberto Navarro contaba con libretos del escritor Manuel Rodríguez Ajenjo y la improvisación de los actores. Salió por primera vez al aire en 1978, transmitiéndose por el Canal 2 de Televisa.
En este nuevo proyecto, “La carabina de Ambrosio” actuaban Xavier López "Chabelo" y César Costa, quienes incluyeron a dos personajes que ya habían caracterizado en otro programa: “El padre Chispita y Guillo el monaguillo”; estos personajes provocaron una algunas protestas por parte de grupos femeninos conservadores debido a la irreverencia que proyectaba el personaje de Guillo como falta de respeto hacia la iglesia católica. Emilio Azcárraga Milmo, dueño de Televisa, ordenó a Xavier quitara el personaje, por lo que se quitó por algún tiempo.
Los actores concibieron nuevos personajes con los que trataron de compensar la desaparición de otros. El productor de “La carabina de Ambrosio” Humberto Navarro, en uno de sus viajes a Las Vegas  encontró y compró una máscara, (amarilla con una nariz de zanahoria), la llevó al programa y de la máscara se hizo el cuerpo y después se le dio una personalidad, surgiendo la famosa “Pájara Peggy”, que es una concepción caricaturesca de lo que representaban los miles de fanáticas formando clubs de admiradoras en busca de sus ídolos musicales, en este caso el cantante César Costa. Incluyeron a la pájara en un sketch y pegó el personaje, pero por algún tiempo, no todos sabían que el que daba vida a ese personaje era el mismo productor, Humberto Navarro.
A principios de los 80, Humberto Navarro fue nombrado Vicepresidente de Producción en Televisa, por lo que tuvo que abandonar el personaje de la Pájara Peggy y se buscó un nuevo actor que continuara con el linaje de la Peggy, ese actor fue Moisés Suárez, quien también fuera el encargado de darle vida a otro personaje, el gato GC, mascota del Canal 5, de Televisa de 1986 a 1988.
De vez en cuando, todavía la Pájara Peggy asiste a las presentaciones de su gran amor, César Costa, y así mismo participa en varios programas de televisión.

## Trayectoria

### Programas de TV
- Al aire con Paola Rojas (2016) - Peggy (Cameo)
- Gente regia (2014-presente) - Peggy / Conductora
- Televisa deportes (2014) - Peggy (Invitada especial)
- Que noche con las inmortales (2011) - Peggy / Entrevistadora (1 episodio)
- 100 mexicanos dijeron (2010) - Peggy / Concursante (Episodio especial del día del niño, 30 de abril)
- Desde Gayola (2008) (Sketch: “Tesoreando con la tesorito”) - Invitada
- Nuestra casa (2003-2006) - Peggy / Conductora
- Club 4TV (2002) - Peggy / Conductora
- La carabina de Ambrosio (1978-1981) - Peggy

## Frases
- "Sí que sí"
- "Listos chicas y chicos del club de Peggy"
- "A la one, a la two, a la one two, three, tiki, ti, tiki, ti"
- "César de la vida y del amor"
- "Dame un beso y un abrazo"
- "Quiero toda la onda contigo César"

## Porras
¡A la one, a la two, a la one two three, chiquitín, chiquitín (decía así mientras le hacía cosquillas a la persona que le decía la porra)… (le daban un garrotazo y decía la porra) La porra dice así:
- ¡Hermano se dice brother y sisters son hermanas, I love you, I love you, I love you, teacher Gualas!
- ¡Parque, liga, ligazo; parque, liga, ligazo; al profe le doy un abrazo!
- ¡Bateador, catcher, pitcher; bateador, catcher, pitcher; ¿Cómo te quiero mi teacher?!
- ¡Corneta, trompeta, pito; corneta, trompeta, pito; ¿Quién se echa a mi maestrito?